# Камена Гора
Камена Гора је насеље у Србији у општини Пријепоље у Златиборском округу. Према попису из 2022. било је 103 становника.
Овде се налази, Црква Света Огњена Марија

## Свети Бор
Свети Бор, или Стари бор, сматра се да овај посебни бор опстаје дуже од 500 година. Висок је 13 Метара са пречником крошње од 18 метара, обима стабла готово 5,5м.
Дуго времена, а посебно за време отоманске окупације, сељаци су се окупљали око овог дрвета да се моле. То је била нека врста замене за Цркву током отоманског периода, чекајући да буде у стању да је изгради
Ништа не треба узимати од бора, чак ни шишарка или поломљена гранчица, каже се у оралној традицији да доноси лошу срећу.
Свети бор је под заштитом државе као споменик природе И категорије

## Галерија
- Свети бор
- Црква Света Огњена Марија

## Демографија
У насељу Камена Гора живи 164 пунолетна становника, а просечна старост становништва износи 44,0 година (43,6 код мушкараца и 44,3 код жена). У насељу има 70 домаћинстава, а просечан број чланова по домаћинству је 3,00.
Ово насеље је у потпуности насељено Србима (према попису из 2002. године), а у последња три пописа, примећен је пад у броју становника.
|  |

| Демографија | Демографија | Демографија |
| Година      | Становника  | Становника  |
| ----------- | ----------- | ----------- |
| 1948.       | 395         |             |
| 1953.       | 453         |             |
| 1961.       | 485         |             |
| 1971.       | 441         |             |
| 1981.       | 356         |             |
| 1991.       | 260         | 256         |
| 2002.       | 210         | 210         |

| Етнички састав према попису из 2002.‍ | Етнички састав према попису из 2002.‍ | Етнички састав према попису из 2002.‍ | Етнички састав према попису из 2002.‍ | Етнички састав према попису из 2002.‍ |
| ------------------------------------ | ------------------------------------ | ------------------------------------ | ------------------------------------ | ------------------------------------ |
|                                      |                                      |                                      |                                      |                                      |
| Срби                                 | Срби                                 |                                      | 210                                  | 100,0%                               |
| непознато                            | непознато                            |                                      | 0                                    | 0,0%                                 |

| Година пописа     | 1948. | 1953. | 1961. | 1971. | 1981. | 1991. | 2002. |
| ----------------- | ----- | ----- | ----- | ----- | ----- | ----- | ----- |
| Број домаћинстава | 59    | 66    | 73    | 73    | 82    | 79    | 70    |

| Број чланова      | 1  | 2  | 3 | 4 | 5 | 6 | 7 | 8 | 9 | 10 и више | Просек |
| ----------------- | -- | -- | - | - | - | - | - | - | - | --------- | ------ |
| Број домаћинстава | 15 | 23 | 9 | 7 | 6 | 6 | 4 | 0 | 0 | 0         | 3,00   |

| Пол    | Укупно | Неожењен/Неудата | Ожењен/Удата | Удовац/Удовица | Разведен/Разведена | Непознато |
| ------ | ------ | ---------------- | ------------ | -------------- | ------------------ | --------- |
| Мушки  | 84     | 20               | 53           | 10             | 1                  | 0         |
| Женски | 84     | 9                | 53           | 22             | 0                  | 0         |
| УКУПНО | 168    | 29               | 106          | 32             | 1                  | 0         |

| Пол    | Укупно                    | Пољопривреда, лов и шумарство | Рибарство                            | Вађење руде и камена | Прерађивачка индустрија       |
| ------ | ------------------------- | ----------------------------- | ------------------------------------ | -------------------- | ----------------------------- |
| Мушки  | 48                        | 24                            | 0                                    | 0                    | 21                            |
| Женски | 28                        | 18                            | 0                                    | 0                    | 8                             |
| УКУПНО | 76                        | 42                            | 0                                    | 0                    | 29                            |
| Пол    | Производња и снабдевање   | Грађевинарство                | Трговина                             | Хотели и ресторани   | Саобраћај, складиштење и везе |
| Мушки  | 0                         | 0                             | 0                                    | 0                    | 0                             |
| Женски | 0                         | 0                             | 0                                    | 0                    | 0                             |
| УКУПНО | 0                         | 0                             | 0                                    | 0                    | 0                             |
| Пол    | Финансијско посредовање   | Некретнине                    | Државна управа и одбрана             | Образовање           | Здравствени и социјални рад   |
| Мушки  | 0                         | 0                             | 1                                    | 2                    | 0                             |
| Женски | 0                         | 0                             | 0                                    | 0                    | 2                             |
| УКУПНО | 0                         | 0                             | 1                                    | 2                    | 2                             |
| Пол    | Остале услужне активности | Приватна домаћинства          | Екстериторијалне организације и тела | Непознато            | Непознато                     |
| Мушки  | 0                         | 0                             | 0                                    | 0                    | 0                             |
| Женски | 0                         | 0                             | 0                                    | 0                    | 0                             |
| УКУПНО | 0                         | 0                             | 0                                    | 0                    | 0                             |